# Nudipleura
Nudipleura Wägele & Willan, 2000 è un superordine di molluschi gasteropodi.

## Tassonomia
Il superordine comprende due ordini:
- Ordine Nudibranchia
  - Sottordine Cladobranchia
    - Superfamiglia Aeolidioidea Gray, 1827
    - Superfamiglia Arminoidea Iredale & O'Donoghue, 1923 (1841)
    - Superfamiglia Dendronotoidea Allman, 1845
    - Superfamiglia Doridoxoidea Bergh, 1899
    - Superfamiglia Fionoidea Gray, 1857
    - Superfamiglia Proctonotoidea Gray, 1853
    - Superfamiglia Tritonioidea Lamarck, 1809

  - Sottordine Doridina
    - Infraordine Bathydoridoidei
      - Superfamiglia Bathydoridoidea Bergh, 1891

    - Infraordine Doridoidei
      - Superfamiglia Chromodoridoidea Bergh, 1891
      - Superfamiglia Doridoidea Rafinesque, 1815
      - Superfamiglia Onchidoridoidea Gray, 1827
      - Superfamiglia Phyllidioidea Rafinesque, 1814
      - Superfamiglia Polyceroidea Alder & Hancock, 1845
- Ordine Pleurobranchida
  - Superfamiglia Pleurobranchoidea Gray, 1827